# Lorenzo Leony
Lorenzo Leony, conte (Todi, 21 settembre 1824 – ...), è stato un avvocato e politico italiano.
Laureato a Perugia si dedica alla professione nella sua città dilettandosi al contempo di archeologia. È stato consigliere provinciale di Perugia. Liberale moderato, è stato deputato per tre legislature, fra il 1865 e il 1876.
Massone, passò al terzo grado (Maestro) il 26 aprile 1863 nella loggia Concordia di Firenze, fu Maestro Venerabile della loggia Tiberina di Todi, ammessa nel Grande Oriente d'Italia nel 1862.